# Norma (supermarché)
Pour les articles homonymes, voir Norma.

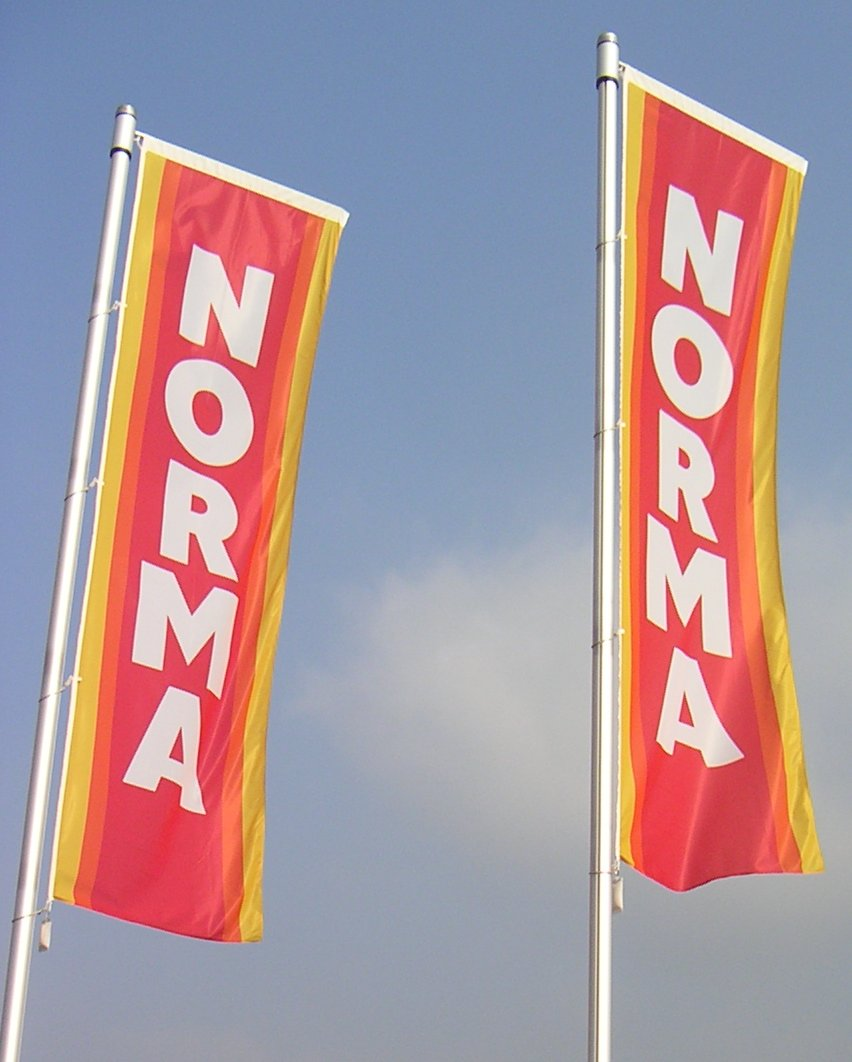
Drapeaux de Norma

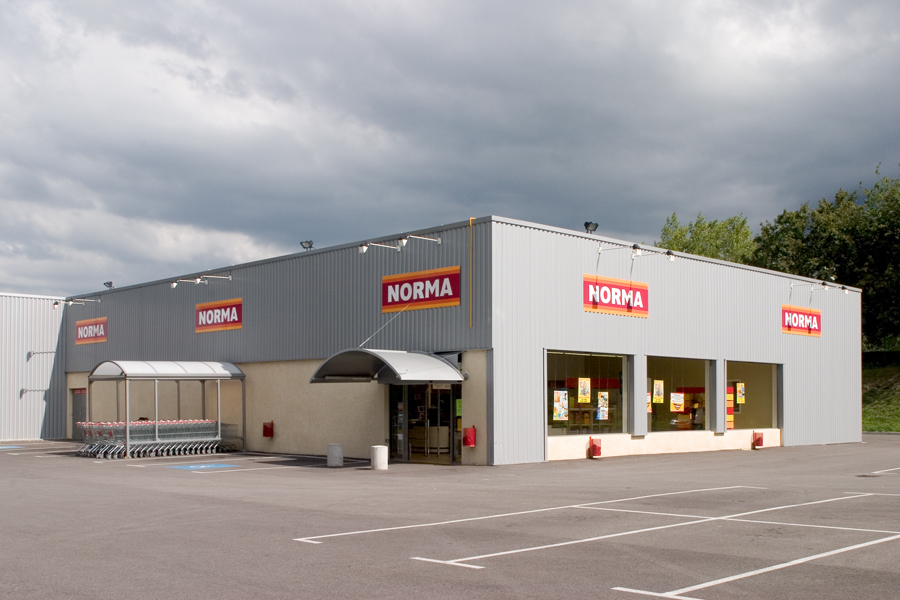
Magasin Norma

Norma est une enseigne et une entreprise du secteur de la grande distribution à prédominance alimentaire exploitant des supermarchés Hard-Discount.
En France depuis 1989, Norma dispose de 73 magasins (2023), intégralement répartis dans le Grand Est et en Franche-Comté, faisant partie d'une chaîne intégrée de plus de 1450 magasins dans 4 pays européens : l'Allemagne, la France, l'Autriche et la Tchéquie. En 2013, Norma cède une partie des magasins à Leader Price (filiale discount du groupe Casino). Son siège français est installé à Sarrebourg depuis novembre 2019.
Les 1450 magasins sont desservis par 17 directions régionales autonomes, chaque centre disposant de sa propre organisation commerciale, logistique, administrative et de développement. La centrale d'achat à Fürth, tout près de Nuremberg en Allemagne, est chargée de la coordination des directions des achats des différents pays où Norma est actif.

## Historique
Manfred Roth a ouvert le premier magasin Norma en 1962 à Nuremberg. Dans un secteur fortement marqué par des reprises et fusions multiples, Norma est restée une entreprise familiale et autonome.
Connaissant une situation commerciale forte dans la moitié sud de l’Allemagne, l’entreprise s’est alors internationalisée à la fin des années 80, lors de la réunification des deux Allemagnes. Elle s'est implantée en France en 1989. 
Début 2013, la société Franprix Leader Price Holding (FPLPH) qui est une filiale du groupe Casino Guichard-Perrachon rachète au groupe allemand Norma 38 magasins du sud-est de la France. Ces magasins sont alors passés sous enseigne Franprix ou Leader Price. 